# الاتفاقية الدولية بشأن التأهب والاستجابة والتعاون في مجال التلوث النفطي
الاتفاقية الدولية بشأن التأهب والاستجابة والتعاون في مجال التلوث النفطي (OPRC) هي اتفاقية دولية بحرية تضع الإجراءات للتعامل مع حوادث التلوث النفطي البحري على الصعيد الوطني وبالتعاون مع البلدان الأخرى. ابتداءاً من شهر نوفمبر عام 2018، ستكون هناك 112 دولة مشاركة في الاتفاقية.
تمت صياغة هذه الاتفاقية ضمن إطار المنظمة الدولية البحرية (IMO) وتُبنت عام ١٩٩٠ وانضمت إلى القوات عام ١٩٩٥. في عام ٢٠٠٠ تم تبني برتوكول للاتفاقية متعلق بالمواد الخطيرة والضارة. (HNS)
توافقا مع هذه الاتفاقية وملحقاتها، تعهدت الدول الأطراف على اتفاقية ١٩٩٠، فرديا أو جماعيا، ان تتخذ جميع التدابير اللازمة للتأهب ووالاستجابة لحوادث التلوث النفطي.

## النطاق
تنطبق الاتفاقية على:
- السفن من أي نوع كانت تعمل في البيئة البحرية بما في ذلك القوارب المحلقة، والمركبات ذات الوسائد الهوائية، والغواصات، والمراكب العائمة من أي نوع؛
- المنشآت البحرية الثابتة أو العائمة أو الهياكل العاملة في أنشطة التنقيب عن الغاز أو النفط أو الاستغلال أو الإنتاج، أو تحميل أو تفريغ النفط؛ و
- الموانئ البحرية ومنشآت معالجة النفط (تلك المرافق التي تشكل خطر وقوع حادث تلوث نفطي، بما في ذلك، من بين أمور أخرى، الموانئ البحرية ومحطات النفط وخطوط الأنابيب وغيرها من منشآت معالجة النفط).[3]

هذه الاتفاقية لا تنطبق على السفن الحربية، السفن المعاونة أو السفن الأخرى المملوكة أو المستخدمة من قبل الولاية وتستخدم فقط للخدمات الحكومية الغير تجارية. مع ذلك، يتأكد اطراف الاتفاقية بتبني التدابير اللازمة على ان السفن تتصرف وفقا للاتفاقية.

## خطط طوارئ التلوث النفطي
يُطلب من السفن ان تحمل على متنها خطة طوارئ التلوث النفطي، توافقا مع الاحكام المتبناة من قبل المنظمة البحرية الدولية (IMO) لهذا الغرض. هذه الأحكام تابعة، بينما في الميناء أو في محطة بحرية خاضعة للولاية القضائية، للتفتيش من قبل الضباط مخولين كما ينبغي من قبل ذلك الطرف.
يُطلب من مشغلي الوحدات البحرية الخاضعة للولاية القضائية للأطراف أن يكون لديهم خطط طوارئ للتلوث النفطي، والتي يتم تنسيقها مع النظام الوطني للاستجابة لحوادث التلوث النفطي، والموافقة عليها وفقا للاجراءات الموضوعة من قبل السلطة الوطنية المختصة.
يُطلب من السلطات والمشغلين المسؤولين عن الموانئ البحرية ومنشآت معالجة النفط الخاضعة للولاية القضائية للأطراف ان تمتلك خطط طورائ التلوث النفطي أو ترتيبات مشابهة والتي يتم تنسيقها مع نظام الاستجابة لحوادث التلوث النفطي الوطنية.

## إجراءات الإبلاغ عن التلوث النفطي
وفقًا لاتفاقية الربابنة أو الأشخاص الآخرين المسؤولين عن السفن التي ترفع علم أحد الأطراف والأفراد المسؤولين عن الوحدات البحرية الخاضعة للولاية القضائية لأحدالأطراف، أن يبلغون دون تأخير عن أي حدث على سفينتهم أو وحدتهم البحرية التي تنطوي على تصريف أو تصريف محتمل للزيت:
(١) في حالة السفينة، إلى أقرب دولة ساحلية؛
(٢) في حالة الوحدة البحرية، إلى الدولة الساحلية التي تخضع الوحدة لولايتها القضائية.
على الربابنة أو الأشخاص الآخرين المسؤولين عن السفن التي ترفع علم أحد الأطراف والأشخاص المسؤولين عن الوحدات البحرية الخاضعة للولاية القضائية للطرف الإبلاغ دون تأخير بطريقة مماثلة عن أي حدث يتم ملاحظته في البحر يتضمن تصريفًا للنفط أو وجوده.
يُطلب من الأشخاص المسؤولين عن الموانئ البحرية ومنشآت معالجة النفط الخاضعة للولاية القضائية أن يبلغون وبدون تأخير عن أي حدث يتضمن تصريف أو تصريف محتمل للنفط أو وجوده السلطة الوطنية المختصة.
يتعين على الأطراف في الاتفاقية إصدار تعليمات لسفن أو طائرات التفتيش البحري وغيرها من الدوائر أو المسؤولين المناسبين للإبلاغ دون تأخير عن أي حدث يتم ملاحظته في البحر أو في ميناء بحري أو مرفق مناولة النفط يتضمن تسريب نفطي أو وجوده في المنطقة إلى السلطة الوطنية المختصة أو إلى أقرب دولة ساحلية وان يُطلب من الطيارين لطائرة مدنية ان تُبلغ بدون تأخير عن أي حدث مُلاحظ في البحر يتضمن تسريب نفطي أو وجوده لأقرب دولة ساحلية.

## النظم الوطنية والإقليمية للتأهب والاستجابة
كل طرف مُلزم بتأسيس نظام وطني للإستجاية الفورية ووالفعالة لحوادث التلوث النفطي. هذه النظام يتكون من:
1. السلطة الوطنية المختصة المعينة أو السلطات المسؤولة عن التأهب والاستجابة للتلوث الزيتي؛
2. نقطة أو نقاط الاتصال التشغيلية الوطنية، المسؤولة عن استلام وإرسال تقارير التلوث النفطي؛ و
3. السلطة التي يحق لها التصرف نيابة عن الدولة لطلب المساعدة أو تقرير تقديم المساعدة المطلوبة.

يتضمن النظام كذلك، خطة طوارئ وطنية للتأهب والاستجابة تحدد العلاقة التنظيمية لمختلف الهيئات المعنية، العامة أو الخاصة، مع مراعاة المبادئ التوجيهية التي وضعتها المنظمة البحرية الدولية (IMO).
بالإضافة إلى ذلك، يتعين على كل طرف، سواء بشكل فردي أو من خلال التعاون الثنائي أو متعدد الأطراف وبالتعاون مع صناعات النفط والشحن، وسلطات الموانئ والكيانات الأخرى المخولة، إنشاء:
- حد أدنى من معدات وبرامج مكافحة التسرب النفطي المثبتة مسبقًا لاستخدامها؛
- برنامج تدريبات لمنظمات الاستجابة للتلوث النفطي وتدريب الموظفين المعنيين؛
- الخطط التفصيلية وقدرات الاتصال للاستجابة لحادث تلوث نفطي؛ و
- آلية أو ترتيب لتنسيق الاستجابة لحادث تلوث نفطي مع القدرة على تعبئة الموارد اللازمة).[7] تضمن الأطراف تقديم جميع المعلومات ذات الصلة إلى المنظمة البحرية الدولية.

## التعاون الدولي في الاستجابة للتلوث
يتعين على الأطراف أن تتعاون وأن تقدم الخدمات الاستشارية والدعم الفني والمعدات لغرض الاستجابة لحادث تلوث نفطي بناءً على طلب أي طرف متأثر أو من المحتمل أن يتأثر بهذا الحادث. التكاليف المالية لهذا النوع من الحوادث يعتمد على الاحكام الموضوعة في ملحق الاتفاقية.

## السمات البارزة لـ OPRC
1. تهدف إلى توفير إطار عالمي للتعاون الدولي في مكافحة الحوادث أو التهديدات الكبيرة للتلوث البحري.
2. مطلوب من الأطراف في الاتفاقية إنشاء تدابير للتعامل مع حوادث التلوث سواء على الصعيد الوطني أو مع بلدان الأخرى.
3. يُطلب من السفن ان تحمل خطط طوارئ النفط على ظهر السفن.
4. يُطلب أيضًا من مشغلي الوحدات البحرية أن يكون لديهم خطط طوارئ للتلوث النفطي أو ترتيبات مماثلة يجب تنسيقها مع الأنظمة الوطنية للاستجابة بسرعة وفعالية لحوادث التلوث النفطي.
5. يُطلب من السفن إبلاغ السلطات الساحلية بالحوادث وتفصل الاتفاقية الإجراءات التي يتعين اتخاذها.
6. وتدعو الاتفاقية إلى مخزون معدات مكافحة الانسكاب النفطي، وتمارين مكافحة الانسكاب النفطي، وتطوير خطط تفصيلية للتعامل مع حوادث التلوث.
7. يُطلب من الأطراف في الاتفاقية تقديم المساعدة للآخرين في حالة حدوث حالة طوارئ تلوث ويتم توفير تعويض لسداد أي مساعدة تم تقديمها.
8. تم تبني بروتوكول OPRC المتعلق بالمواد الخطرة والضارة (بروتوكول OPRC-HNS) في عام 2000.[9]